# 市外局番
市外局番（しがいきょくばん）とは、電話番号の最初の部分として、政府通信当局またはそれに類する組織によって、同一国番号地域内（多くの場合「国内」だが例外もある）の各エリアに割り当てられた番号である。英語では area code（エリアコード）。「市外にかけるときに必要な局番」であり、原則として同一エリア内では省略できる。ただし、エリア境界は必ずしも市町村境ではない。
電話番号の最初の「0」（一部諸国では異なる）は、国内電話であることを示す「国内プレフィックス」であり、市外局番の1桁目ではない。市外局番は電話番号の2桁目から始まる。しかし、しばしばプレフィックスと市外局番はセットで扱われるため、ここでは誤解を避けるため、市外局番を記すとき必要に応じ「(0)」を前置する。

## 対象
多くの国では固定電話や無線呼び出しに用いられる。北米電話番号計画 (NANP) のもと国際番号や地域番号と同じ扱いとなるアメリカ合衆国やカナダでは、携帯電話やIP電話にも用いられている。

## 市外局番の省略
一般的に、同一地域の閉域番号ダイヤルでは省略できる。
ただしイギリスには、同一単位料金区域でない閉域番号ダイヤル区域がある。また北米電話番号計画のもとアメリカやカナダなどでは、同一地域に複数の地域番号が割り当てられることがあるため同一地域間でもこれを省略できない場合が多い。日本においても同じ市外局番内は原則同じ単位料金区域（MA）とされているが例外も存在し、同じ市外局番であっても局番の省略ができない地域がある。

## 桁数
市外局番には固定桁数の地域と可変桁数の地域がある。可変桁数の場合、加入者数の多い電話加入区域には短いものが割り当てられて、市内局番+加入者番号の桁数を多くしている。
3桁 ABC
NANP諸国（ アメリカ合衆国、 カナダ、 ドミニカ共和国、 プエルトリコ、 ジャマイカ など）
2桁 (0)AB
 ブラジル
1桁 (0)A
 オーストラリア、 ニュージーランド
2桁 (0)AB ～5桁 (0)ABCDE
 ドイツ、 イギリス、 アルゼンチン、 オーストリア
1桁 (0)A ～ 4桁 (0)ABCD
 日本
1桁 (0)A ～ 2桁 (0)AB
 ペルー、 シリア、 大韓民国

## 各国

### NANP諸国

NANP諸国

北米電話番号計画（英語：North American Numbering Plan、略称：NANP）は、アメリカ合衆国とその海外領土、カナダ、西インド諸島の国々やイギリス海外領土などを対象とした国際電話番号の電話番号計画。
3桁固定。「1」が国内プレフィックスのため、「1」で始まる番号は使われない（「0」は国内プレフィックスではないが、交換手につながる番号のため、「0」で始まる番号も使われない）。なお、プレフィックスと市外局番を合わせた4桁をセットで扱うことは少ない。
国ごとの割り当ては以下のとおり：
- アメリカ - 多数（省略）
- カナダ - 多数（省略）
- ドミニカ共和国 - 809, 829, 849
- プエルトリコ - 787, 939
- アメリカ領サモア - 684
- アンギラ - 264
- アンティグア・バーブーダ - 268
- バハマ - 242
- バルバドス - 246
- バミューダ諸島 - 441
- イギリス領ヴァージン諸島 - 284
- ケイマン諸島 - 345
- ドミニカ国 - 767
- グレナダ - 473
- グアム - 671
- ジャマイカ - 876
- モントセラト - 664
- 北マリアナ諸島 - 670
- セントクリストファー・ネイビス - 869
- セントルシア - 758
- セントビンセント・グレナディーン - 784
- シント・マールテン - 721
- トリニダード・トバゴ - 868
- タークス・カイコス諸島 - 649
- アメリカ領ヴァージン諸島 - 340

アメリカ、カナダ、ドミニカ共和国、プエルトリコ以外の国は、市外局番が1つだけ割り当てられている。そのため、たとえばバハマの場合、国番号が「+1242」で市外局番がないかのようにダイヤルすることができるが、国番号は「+1」だけであり「242」は市外局番である。
シント・マールテンは2011年に、旧オランダ領アンティルの国番号「+599」から離脱してNANPに加盟し、エリアコード「721」を割り当てられた。

### 日本
東京の「(0)3」、埼玉県（所沢、狭山、入間）と千葉県（鴨川、野田、流山、柏、我孫子）の一部で採用されている「(0)4」、大阪と兵庫県（尼崎）の「(0)6」が最短の1桁である。最長は、かつて5桁局番が2002年時点で北海道に5局番、広島県に3局番が存在したが、2006年3月1日に最後の5桁局番「(0)15829」が廃止され、4桁が最長になった。
地域ごとに総務省告示で規定している。

### ドイツ

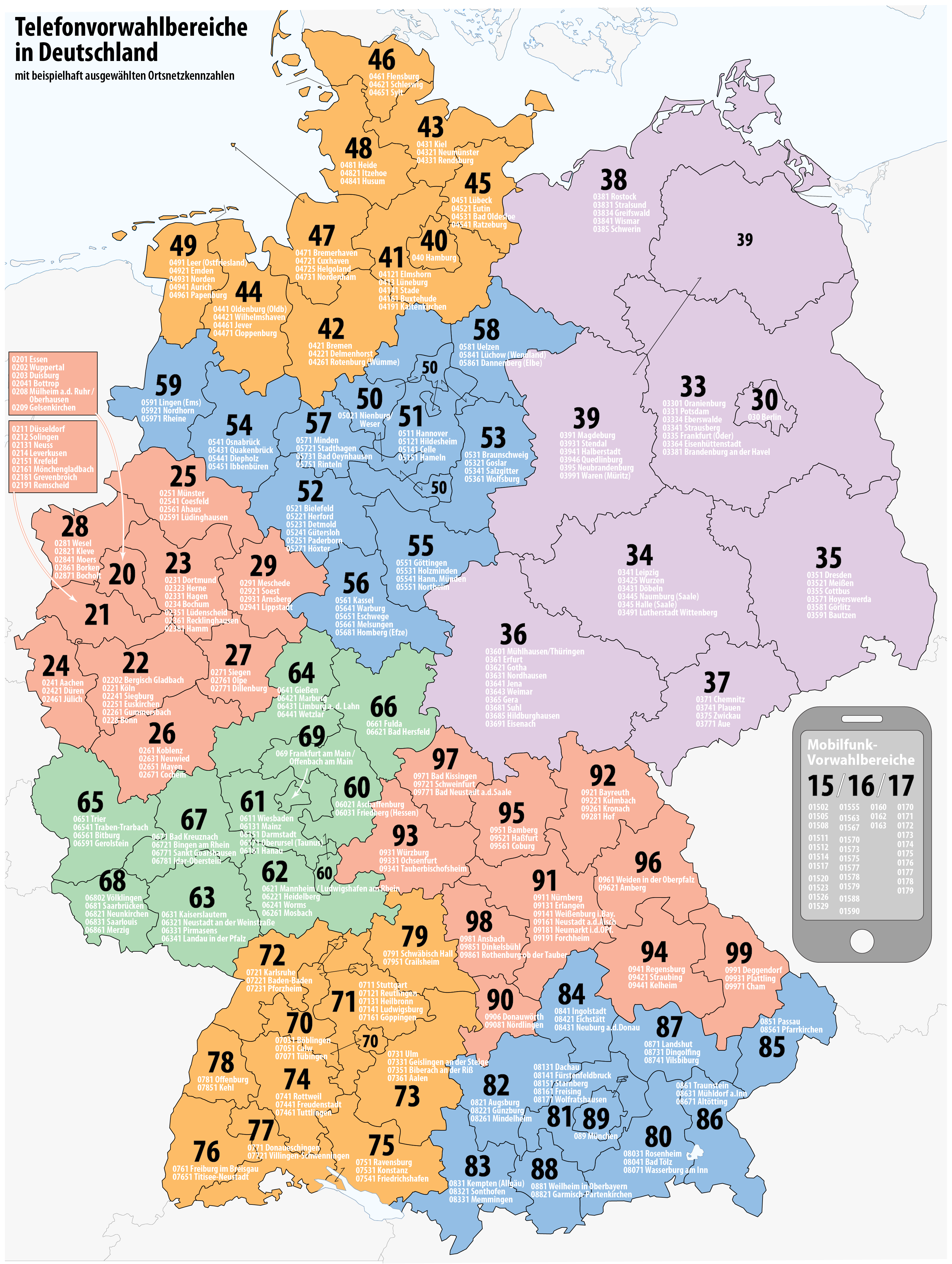
ドイツの市外局番の1桁目

ベルリン「(0)30」、ハンブルク「(0)40」、フランクフルト「(0)69」、ミュンヘン「(0)89」の4都市が最短の2桁である。
以前は最長4桁だったが、ドイツ再統一にともない国番号も統一（東ドイツの+37が廃止され西ドイツの+49に編入）されたため、旧東ドイツの市外局番の先頭（0の次）に3が追加され、最長5桁になった。

### 韓国
韓国の市外局番は「地域番号（지역번호、チヨクボノ）」と呼ばれる。首都ソウル特別市および京畿道の一部に割り当てられている「(0)2」が最短の1桁である。このほかの地域は、各道および広域市・特別自治市ごとに「(0)3X」から「(0)6X」の2桁局番となっている。かつては広域市のみが2桁局番、他地域は市・郡単位の3桁局番だったが、2000年7月2日に道単位で2桁局番に統一された。「(0)7X」以降の地域番号は使用されていないが、韓国は憲法上は北朝鮮を含む朝鮮半島全域をその領土と定めていることから、南北統一後のために未使用のまま空けている。
- 「(0)3X」：(0)31 - 京畿道（果川市および光明市は(0)2、富川市は(0)32）、(0)32 - 仁川広域市、(0)33 - 江原特別自治道
- 「(0)4X」：(0)41 - 忠清南道、(0)42 - 大田広域市、(0)43 - 忠清北道、(0)44 - 世宗特別自治市
- 「(0)5X」：(0)51 - 釜山広域市、(0)52 - 蔚山広域市、(0)53 - 大邱広域市（軍威郡は(0)54）、(0)54 - 慶尚北道（慶山市は(0)53）、(0)55 - 慶尚南道
- 「(0)6X」：(0)61 - 全羅南道、(0)62 - 光州広域市、(0)63 - 全羅北道、(0)64 - 済州特別自治道